# Lepanto (nave da battaglia)
La corazzata Lepanto fu un'unità della Regia Marina della classe Italia costruita su progetto dell'ingegnere navale Benedetto Brin, incaricato dal governo di progettare tre potenti corazzate per la rinascente Regia Marina italiana del Regno d'Italia. Le prime due Duilio e Dandolo erano in costruzione quando, nel 1876, dopo aver rimaneggiato i progetti esistenti sulla base di nuove intuizioni, si decise di soprassedere all'eventuale costruzione di una terza unità della stessa classe per impostare due unità completamente differenti, l'Italia e la sua gemella Lepanto.
Il motto della nave era In hoc signo vinces, la frase attribuita all'imperatore Costantino era cucita sulla bandiera della nave ammiraglia di Don Giovanni d'Austria, comandante della flotta dei Collegati a Lepanto, nel 1571.

## Costruzione
La costruzione della nave avvenne nel cantiere navale Orlando di Livorno, dove venne impostata sugli scali il 4 novembre 1876. La nave venne varata il 17 marzo 1883 e completata il 16 agosto 1885.
Lo scafo era in ferro ed acciaio fasciato in legno e rivestito di lamiere di zinco nell'opera viva, privo di ogni protezione corazzata verticale, tranne il ponte corazzato e le corazzature per barbette e munizioni, con una fittissima compartimentazione interna che in caso di colpi incassati avrebbe dovuto, secondo i disegni, limitare l'imbarco di acqua e quindi evitare comunque il compromettersi della galleggiabilità. La nuova concezione portò da un lato ad una sensibile diminuzione di pesi con aumento di velocità e autonomia, dall'altro impose un grande scafo con un'alta opera morta e grandi volumi interni che permettevano una più che confortevole sistemazione dell'equipaggio e davano la possibilità di imbarcare, almeno in teoria, fino ad un'intera divisione di fanteria. Questo fece dell'unità una vera e propria nave strategica, molto indicata per le spedizioni militari oltremare, tale da potere essere considerata l'antesignana, tra le corazzate, di certe "navi da sbarco" che oggi si trovano in tutte le maggiori marine.

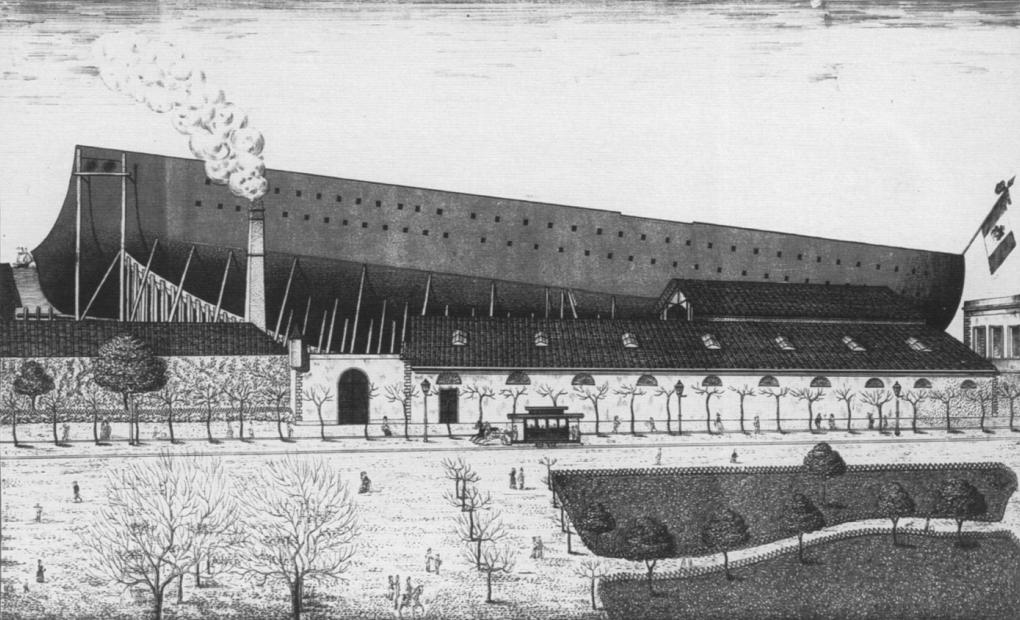
Illustrazione della nave in costruzione al Cantiere Orlando
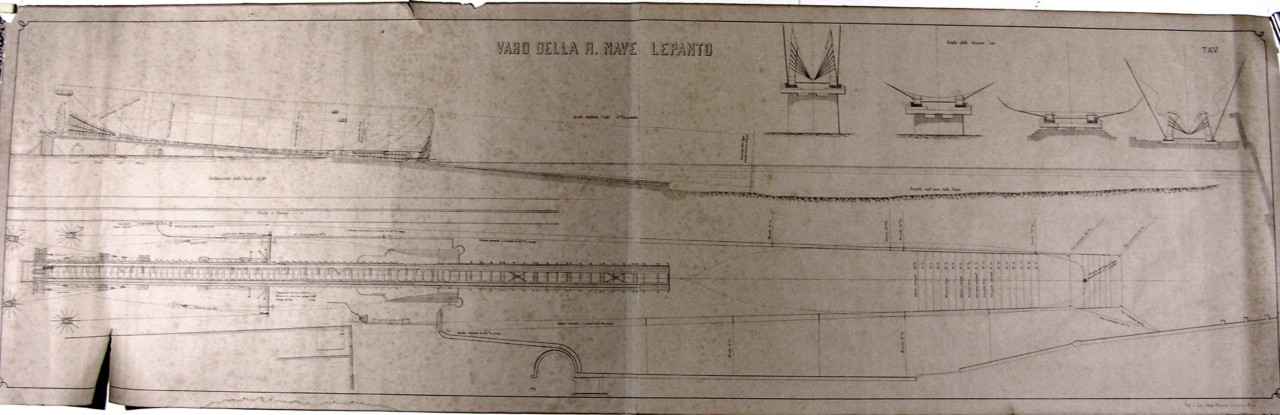
Studio del varo della corazzata, 1883
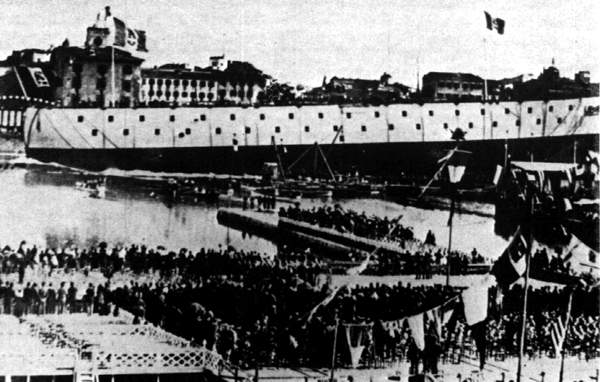
Il varo della corazzata

## Propulsione
L'apparato motore era formato da 26 caldaie per quattro macchine alternative Penn a duplice espansione con una potenza di 12.000 cavalli. I vaporizzatori erano posti in compartimenti stagni in modo che la nave potesse filare ad una sufficiente velocità anche se alcune macchine fossero state in avaria. Sulla Lepanto la sistermazione delle caldaie fu diversa per cui mentre la capoclasse Italia aveva sei fumaioli, nella Lepanto i fumaioli erano quattro.

## Armamento
L'armamento principale era posizionato, come in tutte le grandi navi dell'epoca, a centro nave ed era costituito da due coppie di cannoni, a retrocarica, con sistemazione a barbetta, in torri scoperte ed era costituito da quattro grandi cannoni da 431mm a retrocarica forniti dalla britannica Armstrong e diversi pezzi minori, dai 152mm in giù sistemati in varie parti della nave. Il caricamento, come in tutte le moderne navi da battaglia dell'epoca era automatizzato.

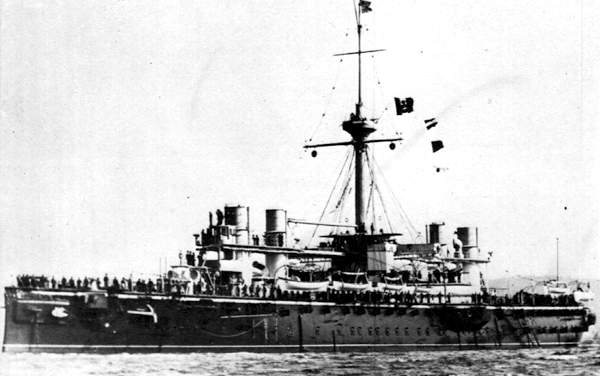
La corazzata nel 1898 con l'insegna ammiraglia
La nave alla fonda a La Spezia

## Servizio
I lunghi lavori di allestimento la fecero entrare in servizio quando non solo non era più ai vertici della tecnica navale, ma era forse già superata dal tumultuoso sviluppo tecnologico di quegli anni.
La vita operativa dell'unità si svolse in tempo di pace, navigando sempre nel Mediterraneo per attività di addestramento e compiti di "mostrar bandiera", rivestendo in varie occasioni il ruolo di nave ammiraglia della Squadra Navale.
Nel 1893 la corazzata venne impiegata in compiti di ordine pubblico in Sicilia.
Dal 1902 venne utilizzata per l'addestramento dei cannonieri e tra il 1910 ed il 1912 venne adibita a deposito nel porto della Spezia.
La nave, messa in disarmo il 26 maggio 1912, venne rimessa in servizio e classificata Nave Ausiliaria di 1ª Classe il 13 gennaio 1913, per essere definitivamente radiata il 15 gennaio 1914 e demolita a partire dal 27 marzo 1915.